# Theophil von Meyendorff
El barón Bogdan Theophil von Meyendorff (en ruso: Феофил Егорович Мейендорф, Feofil Yegórovich Meyendorf; 4 de agosto de 1838 - 18 de octubre de 1919) fue un aristócrata alemán del Báltico, súbdito del Imperio ruso que fue general del Ejército Imperial Ruso.

## Biografía
Theophil von Meyendorff era el hijo del general Georg von Meyendorff. Fue educado en el cuerpo de Pajes en el que se gradúa el 16 de junio de 1856 con el rango de corneta en el regimiento de la guardia. Es subteniente el 30 de agosto de 1859. Tomó parte en la campaña del Cáucaso entre 1860 y 1864 y fue elevado al rango de capitán en 1862. Recibió la Orden de San Estanislao de tercera clase con espadas en 1861 y de segunda clase con espadas en 1862. También fue condecorado con la Orden de Santa Ana de tercera clase con espadas y corona imperial en 1861.
Theophil von Meyendorff se convierte en coronel en 1867 y comandó a partir del 28 de noviembre de 1870 el regimiento de dragones de Tver, y a partir del 6 de noviembre de 1874 el regimiento de húsares de la guardia imperial. Se convierte en ayudante de campo del estado mayor en 1875. Es en el seno de este regimiento que el coronel von Meyendorff toma parte en la guerra ruso-turca (1877-1878), y es rápidamente elevado al rango de mayor general en octubre de 1877 después de la batalla de Telich, así como oficial à la suite. Recibió otra Orden de San Estanislao de primera clase con espadas en 1878 y algunos meses después la espada dorada con la mención «Por Valentía», gracias a su actuación al mando de la segunda brigada de la segunda división de la caballería de la guardia.

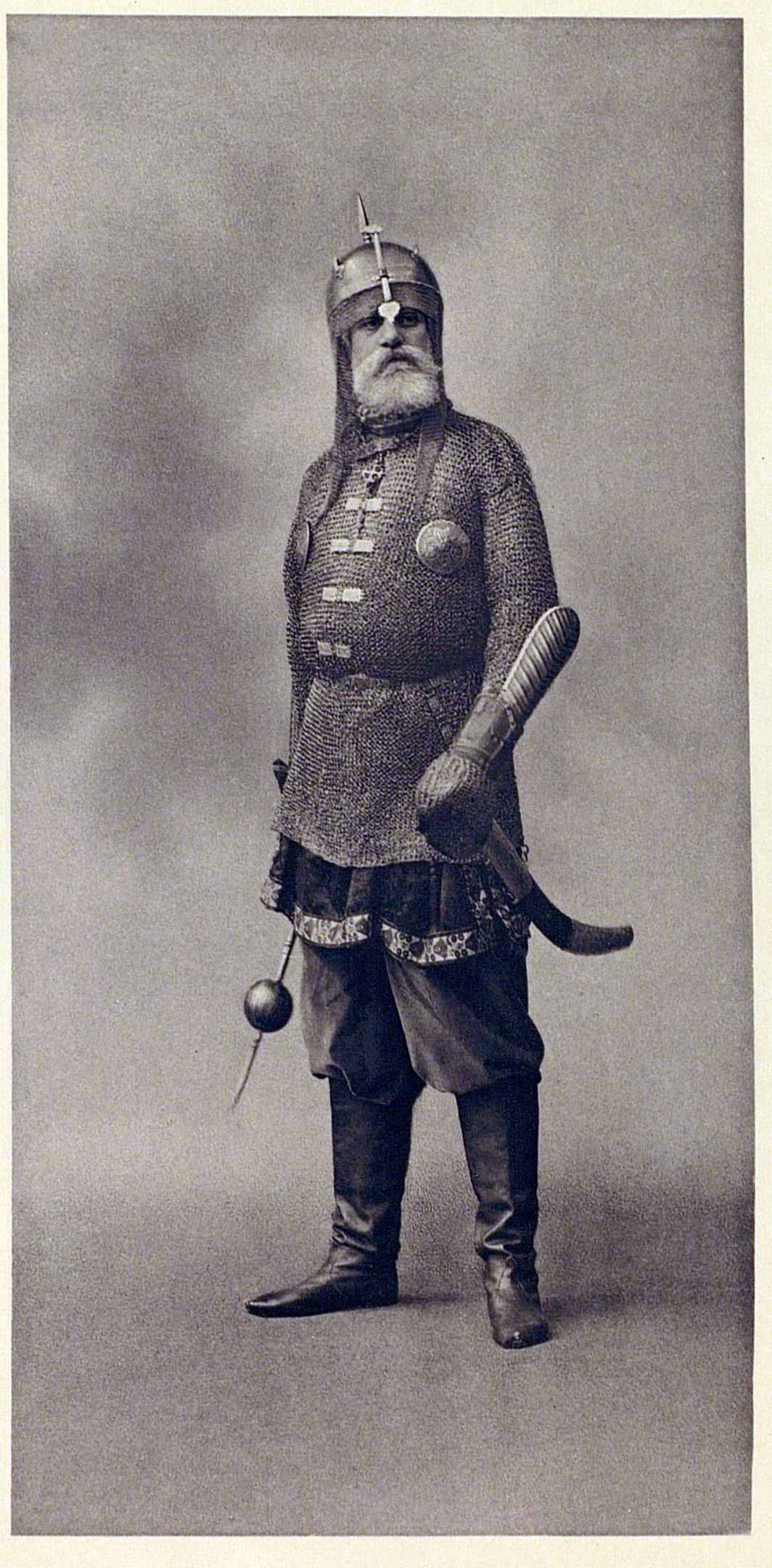
El general-barón von Meyendorff en el baile de disfraces de 1903.

El general von Meyendorff estuvo a la cabeza de la segunda división de la caballería de la guardia entre el 6 de mayo de 1884 y el 19 de mayo de 1892. Es nombrado teniente general en 1886 y sirve seguidamente entre 1892 y 1896 en la zona militar de San Petersburgo. Es nombrado comandante del primer cuerpo de ejército el 14 de junio de 1896.
El general von Meyendorff se convierte en general de caballería en 1898 y es elevado al rango honorífico de general-ayudante de campo de Su Majestad Imperial a partir de 1902. Tomó parte con su cuerpo de ejército en la guerra ruso-japonesa de 1904-1905 y retornó a Rusia después de la batalla del río Sha-Ho (5-17 de octubre de 1904). Recibió entonces en 1905 la Orden de San Alejandro Nevski con brillantes y espadas de oro, y el 8 de enero de 1908 la Orden de San Jorge de cuarta clase.
Estuvo à la suite del emperador Nicolás II en el fin de su carrera, pero no se retiró del ejército hasta mayo de 1917, después de la Revolución de Febrero, y se retiró a su castillo de Kumna del que tiene que huir un tiempo después durante la Revolución de Octubre.
Murió en 1919 durante la guerra civil en Mijáilovskoie, cerca de Moscú. Era el esposo de Elena Pávlovna Shuválova (1857-1943), hija del general conde Shuválov.